# Жељко Танасковић
Жељко Танасковић (Лучани, 8. јул 1967) је бивши српски одбојкаш и тренер, који тренутно обавља функцију председника ЈСД Партизан.

## Каријера
Са одбојкашком репрезентацијом Југославије је освојио бронзану и сребрну медаљу на европским првенствима 1995. и 1997. године, бронзане медаље на Олимпијским играма и Светском купу 1996. године и сребрну медаља на Светском првенству 1998. године. Био је капитен одбојкашке репрезентације СР Југославије. Танасковић је једно време био и шеф стручног штаба шампионског тима Визуре. Након што је извесно време био на месту потпредседника Партизана у периоду који је обележило обнављање женског клуба, Танасковић је 7. октобра 2017. године званично постао председник клуба из Хумске.

## Успеси

### Репрезентативни
- Олимпијске игре:  1996.
- Светско првенство:  1998
- Европско првенство:  1997,  1995

### Клупски успеси
- Партизан
  - Првенство СФР Југославије (2): 1989/90, 1990/91.
  - Куп СФР Југославије (2): 1989/90, 1990/91.
  - ЦЕВ куп: финале 1984/85, 1989/90.
- Црвена звезда
  - Куп СР Југославије (2): 1997/98, 1999/00.